# Bicheris
Bicheris (eigentlich Bicherēs) ist die gräzisierte Namensform des vorgeblich fünften altägyptischen Königs (Pharao) der 4. Dynastie im Alten Reich. Eine sichere Gleichsetzung des Namens mit zeitgenössisch und/oder archäologisch nachgewiesenen Horus- und Kartuschennamen erweist sich als schwierig, da unbekannt ist, auf welcher Originalschreibung „Bicheris“ gründet. Sie mag, nach Meinung der Mehrheit der Ägyptologen, Baka gelautet haben, doch auch dies ist nicht unwidersprochen.
Bicheris zählt zu den schwer erfassbaren Herrschern des Alten Reiches, da bislang für seine historische Figur keine direkten zeitgenössischen Belege sicher ermittelt werden konnten. Erschwerend kommen die Widersprüche in den wenigen Einträgen späterer Quellen und Dokumente hinzu. Aus diesem Grund wird seine historisch-chronologische Zuordnung als König in der Ägyptologie intensiv diskutiert. Bicheris’ Fall ist nicht der Einzige seiner Art, auch vor ihm werden in altägyptischen Königslisten Herrscher aufgeführt, die sich archäologisch bislang nicht nachweisen lassen und nur in zeitlich späteren Urkunden und Listen erscheinen. Erschwert werden solche Fälle durch den Umstand, dass die ursprünglichen Königsnamen nicht selten fehlerhaft wiedergegeben werden oder den Namenskonventionen späterer Epochen angepasst wurden. Oder es wurden verschiedene Namen derselben Herrscher miteinander vermischt. In einigen Fällen scheint es sogar zu Anachronismen gekommen zu sein, bei denen die Herrscherreihenfolge vertauscht worden war.

## Name
Die einzigen möglicherweise zeitgenössischen Namensnennungen stammen aus der ihm zugeschriebenen, unfertig gebliebenen Pyramidenanlage in Saujet el-Arjan. In der dortigen Ausschachtung wurden mehrere Arbeiter-Graffiti entdeckt, die mehrheitlich eine Königskartusche enthalten. Ebendiese Kartuschen sind Gegenstand lebhafter Kontroversen, da der Ausgräber der Pyramidenanlage, Alessandro Barsanti, die Graffiti in seiner Grabungspublikation nicht als Faksimiles wiedergab, sondern lediglich als grobe Skizzen. Somit ist zwar das zweite Zeichen in den Kartuschen eindeutig als Ka-Symbol zu erkennen, das erste Zeichen ist hingegen so undeutlich wiedergegeben, dass es bis heute nicht eindeutig identifiziert werden konnte.
Die mittlerweile verbreitetste Lesung ist die als Baka, wobei das erste Zeichen als Storch mit dem Lautwert Ba (oder Bi) zu lesen ist. Auf dieser Lesung basiert auch die Gleichsetzung von Bicheris mit einem Sohn von Pharao Radjedef, welcher auf einer in Abu Roasch gefundenen Statue dieses Königs genannt wird. Dieser Königssohn hieß zwar Baka, jedoch wurde sein Name nicht mit einem Storch, sondern mit einem Widder geschrieben, der aber ebenfalls den Lautwert Ba (oder Bi) hat. Der Name Baka könnte dann im weiteren Verlauf der ägyptischen Geschichte zu Ba-ka-Re entstellt worden sein, wovon sich die griechische Namensform Bicheris ableitete. Einen ähnlichen Vorschlag machte bereits George Andrew Reisner. Er ging davon aus, dass bereits Bicheris selbst seinen Geburtsnamen Baka nach der Thronbesteigung in Ba-ka-Re änderte.
Aidan Dodson schlug 1985 eine Lesung des Königsnamens als Sethka vor. Demnach würde die umstrittene Hieroglyphe ein Seth-Tier darstellen. Nach Dodson wäre es möglich, dass der Name Sethka nur eine Abänderung des ähnlich klingenden Setka ist. Unter diesem Namen ist ein weiterer Sohn des Radjedef bekannt.
Wolfgang Helck hat versucht, Bicheris mit dem Prinzen Horbaef (Baefhor), wahrscheinlich ein Sohn des Cheops, zu identifizieren. Dieser soll nach der Thronbesteigung seinen Namen in Rabauef (Bauefre) geändert haben. Unter diesem Namen wäre er dann noch im Mittleren Reich bekannt gewesen, wie eine Felsinschrift im Wadi Hammamat belegen soll, auf der die Namen von Cheops, Chephren, Radjedef, Bauefre und Hordjedef in Kartuschen geschrieben sind. Helcks Vorschlag wird jedoch in der Forschung weitgehend abgelehnt.
Darüber hinaus gibt es noch eine Reihe weiterer Namenslesungen, die allerdings keine eindeutige Einordnung von Bicheris in die Königsfamilie der 4. Dynastie zulassen. So las Kurt Sethe den Namen als Nebka, Gaston Maspero als Nefer-Ka, Jean-Philippe Lauer als Bikka oder Hor-ka, Klaus Baer als Wehemka und Peter Kaplony als Schena-Ka.
Im Grabschacht wird außerdem der mutmaßliche Goldname des Bicheris genannt. Allerdings sind Lesung und Zugehörigkeit dieses Namens genauso umstritten. Kaplony beispielsweise sieht darin den möglichen Horusnamen des Huni.

## Herrschaft
Die genaue Regierungsdauer von Bicheris ist unbekannt. Der Königspapyrus Turin, der im Neuen Reich entstand und ein wichtiges Dokument zur ägyptischen Chronologie darstellt, ist an der entsprechenden Stelle stark beschädigt, so dass sich weder der Name, noch die Angabe der Regierungsjahre erhalten haben. Der im 3. Jahrhundert v. Chr. lebende ägyptische Priester Manetho schreibt Bicheris ganze 22 Regierungsjahre zu. Der antike Geschichtsschreiber Eratosthenes nennt den Herrscher Biurés und schreibt ihm immerhin 10 Jahre Herrschaft zu. Beides wird in der modernen Forschung jedoch allgemein als Schreibfehler angesehen und die meisten Forscher gehen aufgrund der sehr geringen Anzahl zeitgenössischer Denkmäler von einer wesentlich kürzeren Regierungsdauer aus. So geht etwa Jürgen von Beckerath von sieben Jahren aus, andere Forscher sogar von noch weniger. Wolfgang Helck nimmt lediglich zwei Jahre an und Peter Jánosi hält auch eine Regierungsdauer von weniger als einem Jahr für möglich.

## Identitätsforschung
Da die einzige zeitgenössische Quelle, die die Existenz von Bicheris beweisen könnte, unleserlich bleibt, stellen sich Ägyptologen nicht selten die Frage, ob Bicheris wirklich existiert hat. Ägyptologen wie zum Beispiel Miroslav Verner werfen ein, dass das augenscheinliche Fehlen eines Königsnamens in zeitgenössischen Dokumenten kein zwingender Beweis sein müsse, dass der betreffende König fiktiv ist. Er vergleicht die Situation um Bicheris (und Thamphthis) mit der des Königs Schepseskare (5. Dynastie), dem vielleicht illegitimen Nachfolger von König Neferefre. Obwohl Schepseskare durch Roll- und Tonsiegel archäologisch nachgewiesen ist, wird sein Name nicht in zeitgenössischen Gräbern von Totenpriestern genannt. Es mag gemäß Verner aber auch daran liegen, dass Schepseskare nur extrem kurze Zeit regierte, von seinem Nachfolger, König Niuserre, gewaltsam vom Thron vertrieben wurde und/oder unter diesem namentlich nicht erwähnt werden durfte. Die Fundsituation um Schepseskare legt jedenfalls nahe, dass es im Alten Reich durchaus zu Dynastiestreitigkeiten kommen konnte, die dann offenkundig einer Damnatio memoriae zum Opfer fielen. Die Regierungsjahre solcher Könige wurden nicht selten einfach den Vorgängern oder Nachfolgern angerechnet. Dies könnte vielleicht auch auf Bicheris zutreffen, doch von ihm fehlt jeglicher zeitgenössische Nachweis. Auch der Ägyptologe Kim Ryholt betont, dass ein Nicht-Erwähnen bestimmter „Blitz-Herrscher“ keineswegs darauf gründen muss, dass der Betroffene zu Lebzeiten unbeliebt, in Thronstreitigkeiten verwickelt oder illegitim war. Es sei durchaus denkbar, dass Bicheris schlicht im Laufe der Zeit vergessen wurde, weil es keinen Totenkult um ihn gegeben hatte.

## Grabmal
Die unvollendete Pyramide von Zaujet el-Arjan wird Baka zugeordnet. Ihre Grundfläche beträgt 200 m × 200 m. Im mit Granitblöcken gepflasterten Fundament ist ein 21 m tiefer Schacht als Grabkammer mit eingelassenem Sarkophag vorhanden. Spuren einer Bestattung sind ersichtlich.